# Dzhamolidin Oïev
Dzhamolidin Oïev (tadjik : Джамолдин Оев) (né le 1er mars 1976 à l'époque en RSS du Tadjikistan et aujourd'hui au Tadjikistan) est un joueur de football international tadjik qui évoluait au poste de défenseur.

## Biographie

### Carrière en sélection
Dzhamolidin Oïev reçoit 16 sélections en équipe du Tadjikistan entre 2003 et 2006, sans inscrire de but.
Il participe avec cette équipe à l'AFC Challenge Cup en 2006. Le Tadjikistan remporte cette compétition en battant le Sri Lanka en finale.

## Palmarès

### Palmarès en club
| BDA Douchanbé - Championnat du Tadjikistan (1) : - Champion : 2000. - Coupe du Tadjikistan : - Finaliste : 2001. |  | Vakhsh Qurghonteppa - Championnat du Tadjikistan (1) : - Champion : 2005. - Vice-champion : 2004. - Coupe du Tadjikistan (1) : - Vainqueur : 2003. - Finaliste : 2005. |  | Khodjent - Coupe du Tadjikistan (1) : - Vainqueur : 2008. |

### Palmarès en sélection
Tadjikistan
- AFC Challenge Cup (1) :
  - Vainqueur : 2006.